# Aero Cóndor Perú
Aero Cóndor Perú war eine peruanische Fluggesellschaft mit Sitz in Lima.

## Geschichte
Die Fluggesellschaft wurde 1975 gegründet. Im Juni 2008 musste Aero Cóndor Perú auf Anordnung des peruanischen Verkehrsministeriums infolge mehrerer sicherheitsrelevanter Zwischenfälle ihre Boeing 737-200 stilllegen und darf seither mit diesen keine Linienflüge mehr durchführen. Die Gesellschaft hat sich daraufhin auf Frachttransporte sowie Charter- und Rundflüge spezialisiert. Seit 2008 werden auch keine Frachtflüge mehr durchgeführt. Die Gesellschaft tritt vorwiegend als Reiseveranstalter auf.

## Flotte

### Aktuelle Flotte

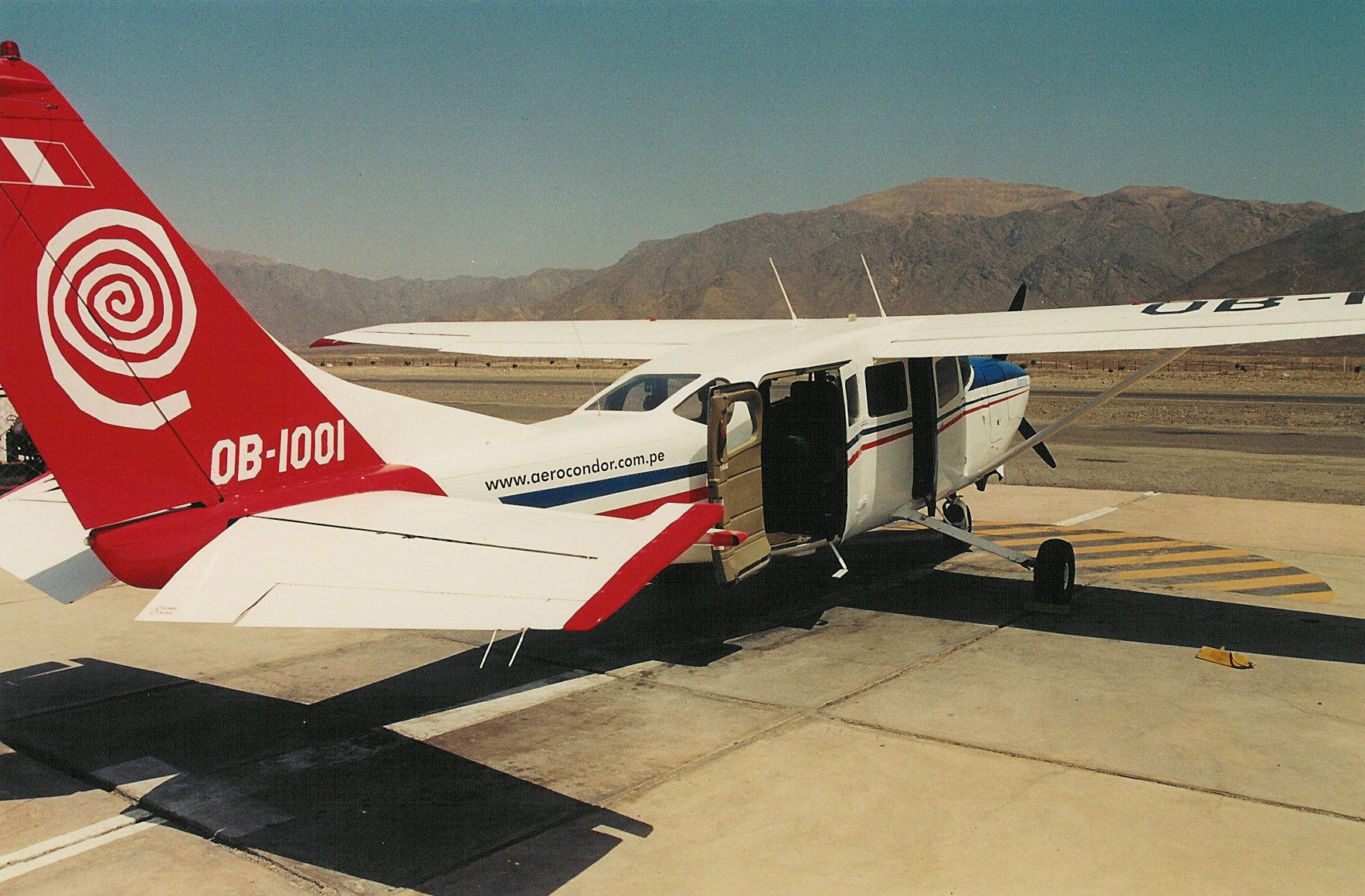
Cessna 207 der Aero Condor Peru

Mit Stand Juni 2015 besaß die Aero Cóndor Perú keine größeren Flugzeuge mehr, sie benutzt aber eine unbekannte Zahl kleinerer Flugzeuge.

### Ehemalige Flugzeugtypen
- Antonow An-24
- Antonow An-26
- BAe 146-200
- Boeing 727-200F
- Boeing 737-200
- Cessna 207
- Fokker F-27
- Fokker 50